# Praslinia cooperi
Genre
Espèce
Statut de conservation UICN

 EN B1ab(iii) : En danger
Praslinia cooperi, unique représentant du genre Praslinia, est une espèce de gymnophiones de la famille des Indotyphlidae.

## Répartition
Cette espèce est endémique des Seychelles. Elle se rencontre au-dessus de 280 m d'altitude à Mahé et à Silhouette.
Sa présence à Praslin est incertaine.

## Publication originale
- Boulenger, 1909 : A list of the freshwater fishes, batrachians, and reptiles obtained by Mr. J. Stanley Gardiner's expedition to the Indian Ocean. Transactions of the Linnean Society of London, vol. 12, p. 291-300 (texte intégral).